# Попова Каменка
Попова Каменка — сезонный водоток в одноимённой балке в Саратовской области России. Устье реки находится в 22 км по левому берегу реки Карамыш. Длина реки составляет 14 км, площадь водосборного бассейна — 38,9 км².
Высота устья — 128 м над уровнем моря.

## Данные водного реестра
В государственном водном реестре России числится как овр. Попова Каменка (Панева Каменка).
По его данным объект относится к Донскому бассейновому округу, водохозяйственный участок реки — Медведица от истока до впадения реки Терса, речной подбассейн реки — Дон между впадением Хопра и Северского Донца. Речной бассейн реки — Дон (российская часть бассейна).
Код объекта в государственном водном реестре — 05010300112107000008542.